# Миле Мећава
Миле Мећава (Влашковци, код Козарска Дубица, 1915 — Клековци, код Козарске Дубице, мај 1942) је био земљорадник, учесник Народноослободилачке борбе и Народни херој Југославије.

## Биографија
Рођен је у Влашковцима, срез Приједор, Аустроугарска, данас у саставу Општине Козарска Дубица (Р. Српска, БиХ). Отац Остоја био је земљораник. Имао је још 10 браће и сестара. Браћа Марко, Бранко и Љубан су убијени 1942. године у логору Јасеновац. Миле се пре почетка Другог свјетског рата бавио земљорадњом.
Као члан КПЈ активан је био од 1941. У НОБ је ступио 1941. У првим борбама које су се водиле у Агинцима и Комленцу истакао се као један од најхрабријих бораца Другог козарског одреда. Својом храброшћу истиче се у борбама на Козари, Подградцима, Мраковици, Турјаку, од Градине до Јасеновца, на прузи између Бањалуке и Приједора.
Јануара 1942. године ступа у Козарску пролетерску чету. Одлази у борбу против четника у централну Босну и тамо је рањен. Херојски се борио. Маја 1942. године, кад је непријатељ из Дубице и Јасеновца тенковима нападао на слободну територију Козаре, Мећава је страдао као водник Прве пролетерске чете Ударног батаљона приликом борбе у селу Клековцима. Његовом заслугом тада су заробљена два непријатељска тенка. Мећава, који је први скочио на један од тих тенкова, смртно погођен, остао је да лежи на њему. Радио-станица Слободна Југославија понављала је неколико пута вест о хероизму босанског јунака Мила Мећаве, који је јуначки пао на непријатељском тенку.

## Наслеђе
Десета моштаничка радна бригада, формирана у току лета 1943. године, носила је његово име. Бригада је била ангажована на пољопривредним радовима.
За народног хероја проглашен је 24. јула 1953. године. Орден је примила његова најмлађа сестра Вукосава.
У Гуњевцима, селу у Козарској Дубици, подигнут му је споменик крај којег је постављен и један стари тенк ЈНА. У Козарској Дубици једна улица у центру града носи његово име.